# William Denis Johnston
William Denis Johnston, né le 18 juin 1901 à Dublin et mort le 8 août 1984 dans cette même ville, est un essayiste, journaliste, librettiste et dramaturge irlandais. Il fut par ailleurs directeur du Gate Theatre de 1931 à 1936.
Il est le père de Jennifer Johnston.
Il a été marié à l'actrice Shelah Richards, puis de l'actrice Betty Chancellor, avec qui il a deux fils, Jeremy et Rory.